# 飯田町 (石川県)
飯田町（いいだまち）は、石川県珠洲郡にあった町。現在の珠洲市飯田町にあたる。

## 地理
珠洲市街の中核を成しており、海沿いにベイモールという商業施設がある。旧飯田駅から飯田港を結ぶ道沿いの途中に飯田町商店街がある。
- 海洋 ： 飯田湾
- 河川 ： 若山川

## 歴史
- 1889年（明治22年）4月1日 - 町村制の施行により、珠洲郡飯田町を廃し、その区域をもって珠洲郡飯田町を設置する。
- 1954年（昭和29年）7月15日 - 珠洲郡宝立町、飯田町、正院町、上戸村、若山村、直村、三崎村、西海村及び蛸島村を廃し、その区域をもって珠洲市を設置する。

## 交通

### 鉄道路線
町域を日本国有鉄道能登線（後ののと鉄道能登線）が通過したが、駅は所在しなかった。珠洲飯田駅（後の飯田駅）は上戸村に所在。

### 航路
町内にある飯田港は佐渡島の小木港とを結ぶ定期航路が存在した。